# Kulturkretsläran
Kulturkretsläran sysslar med studiet av "kulturkretsar", vilket som antropologisk term avser stamområden, inte nödvändigtvis geografiskt sammanhängande, områden som uppvisar inbördes likhet i materiellt, andligt och socialt kulturbestånd. 

## Idéhistoria
Kulturkretsläran har sina rötter i 1800-talets historiska kulturgeografi. Inom detta fält sökte man utifrån diffusionism förklaringar till kulturella likheter, dvs. utifrån uppfattningen att likheter berodde på spridning via handel eller folkvanringar - och inte på likartad evolution - att föra tillbaka alla kulturella innovationer till några få "kulturkretsar". 
Viktor Hehns och Otto Schraders kulturhistoriska och lingvistiskt-paleontologiska teorier utgjorde bakgrunden till den teoretiska apparat som sattes i spel genom forskarna i Die Indogermanen- und Germanenfrage. Denna teoretiska inriktning kallas kulturkretsläran, och utvecklades inom den kulturhistoriska antropologin. Dess mål var att med en extrem diffusionistisk, "antropologisk-universalhistorisk" (völkerkundlich-universalgeschichtlich) metodik infoga all kunskap om världens kulturer i en universalhistoria. Genom att analysera och kategorisera etnografiska skildringar försökte man att definiera olika kulturkretsar och studera deras ursprung, spridning och sammanhang.
Som kulturkretslärans upphovsman betraktas Friedrich Ratzel som vid studiet av redskapsbestånden, till exempel beväpningen hos skilda afrikanska folk påvisade likheter, vilka han tolkade som bevis på nära kulturgemenskap. Han utsträckte sedermera giltigheten i denna princip då han uppvisade kultursläktskap hos vissa afrikanska folk med folkstammar i andra världsdelar. Bernhard Ankermann och Leo Frobenius fullföljde dessa tankegångar i sina etnografiska studier på afrikanskt område och Fritz Graebner har som kulturkretslärans metodolog satt dem i system. Den lärde språkforskaren och religionshistorikern pater Wilhelm Schmidt fördjupade ytterligare metoden kallad den kulturhistoriska metoden, som han använde vid särskiljandet av olika kulturskikt hos Australiens naturfolk varvid han uppvisade en följd av kulturhistoriska perioder hos så kallade historielösa folk. Arkeologen Oswald Menghin anpassade kulturkretsläran på studiet av förhistoriska kulturer och genomförde en systematisk parallellisering av etnografiska och förhistoriska kulturkretsar, vilket redan Graebner och Schmidt i mindre omfattning tidigare försökt. Skolan som vann anslutning bland tyska etnologer, fr.a. Fr. Kern och Wilhelm Koppers var i sin helhet nära knuten till den av Schmidt redigerade tidskriften Anthropos, som utkom i Wien, och därför benämns den ofta för Wienskolan.

## Begrepp
Enligt Schmidts universalhistoria hade mänsklighetens äldsta kultur varit en jägar- och samlarkultur i Asien. I Asien hade kulturer av olika typer uppstått hade förts till olika delar av världen. Genom uppkomsten av primärkultur bortträngdes urkulturen, som i början av 1900-talet enbart fanns hos pygméerna, eldsländarna och eskimåerna. Urkulturen hade bl.a. en högsta skapargud, en idé om urmonoteism, som försvinner i primärkulturer.
Begreppet kulturkrets är resultatet av och förutsätter ett analytiskt studium av kulturformernas utbredning och gruppbildningar genom vilket även förhistoriska formgrupper och slutligen även kulturernas kronologiska följd kan rekonstrueras. Ett sådant kultursammanhang får enligt ovan nämnda författare antas när överensstämmelse finns inte bara i ifrågavarande objekts allmänna natur eller material utan i bestämda detaljer, till exempel då vissa bågformer i Afrika och Melanesien konstrueras efter samma invecklade metoder. Denna synpunkt kallas av skolans anhängare formkriteriet och kombineras med det s.k. kvantitetskriteriet, dvs. om det finns många parallella kulturföreteelser: om det jämte samma bågtyp även sköld- och hustyp, dräkt, kultmasker, trumformer osv. överensstämmer i Västafrika och på indonesiskt-melaniesiskt område har man med en gemensam kulturkrets att göra.
Den dogmatiska kulturkretsläran fr.a. sådan den representeras av Graebner förnekar alltså i medveten opposition mot Adolf Bastian och hans lärjungar att likformiga kulturelement uppstått oberoende av varandra på olika ställen av jorden, och antar likheter som en följd av människans och kulturens vandringar (Übertragung) och vad de mest primitiva kulturformerna beträffar som relikt av en gång över stora områden utbredda primitivkulturer, vilka bortträgts av senare, mera komplexa kulturformer.
De sammanfattande rubriker ("kulturkretsar" i vidaste bemärkelse) under vilka samtliga kulturer inrangerats får snarast betraktas som ett slags typologisk serie med avseende på utveckling och tidsföljd, fastän flera av kulturläran representanter förnekade detta. Från början tillämpades begreppet kulturkrets endast snävt geografiskt, vilket karakteriserar benämningen från denna tid: ostafrikansk kulturkrets, västafrikansk kulturkrets, sudankultur (Ankermann), nigritisk kulturkrets, papuansk kulturkrets, melanesisk kulturkrets (Graebner). I enstaka fall benämnde man en kulturkrets efter ett för densamma karakteristiskt redskap (bumerangkultur, bågkultur). Schmidt namngav ursprungligen de av honom uppställda kulturkretsarna efter det samhällsskick som karakteriserade dem (totemistische Kultur, Zweiklassenkultur). Såväl han som Graebner skiljer sålunda även på matriarkala och patriarkala kulturkretsar. I senare arbeten vilar termonologin huvudsakligen på hänsynstagande till näringslivets skilda former. Som äldsta kulturformer uppfattar man de s.k. urkulturerna eller grundkulturerna: "pygmékulturer", "tasmanoida", "australoida" och "eskimoida" kulturer. Nutidens moderna kultur benämns i detta sammanhang Vollkultur, och vad som i serien ligger mellan den och urkulturen, dvs. majoriteten av de historiskt och etnografiskt kända kulturformerna kallar man stamkulturer eller primärkulturer och indelar dem med tanke även på kronologin i tre huvudgrupper. 
De äldsta stamkulturerna indelas av Schmidt i tre kulturkretsar
- de totemiska, de högre jägarnas totemiska kulturkrets
- de fornjordbrukande (altpflanzenische), de primitiva åkerbrukarnas moderrättsliga kulturkrets
- fornnomadiska, den inreasiatiska herdekulturen

De finns representerade i alla världsdelar, den sistnämnda även i Europa (samer). Den fornnomadiska kulturkretsen hade konserverat patriarkatet och tron på en enda skapargud. I de två andra kulturkretsarna återfanns polyteism, magi och animism. Enligt Schmidt tillhörde urindoeuropéerna, semiterna och altaiska folkslag den fornnomadiska kulturkretsen.
De mellersta primärkulturerna indelas också i tre huvudgrupper
- de primitiva jordbrukskulturerna som hithörande litteratur kallar jungpflanzerische (till exempel melanesiska)
- de herdekulturer (Rindhirtenkulturen) som fr.a. representeras av Ost- och Sydafrikas herdefolk
- nomadkulturer (Pferdhirtenkulturen) som redan under stenåldern uppbars av asiatiska hästherdefolk, i modern tid av altaj-tatarer, karakalmucker, teleuter m.fl.

De sena primärkulturerna som uppburits även av historiska folk indelas i ytterligare tre grupper 
- bykulturer (europeiska, ostasiatiska och afrikanska jordbrukskulturer)
- stadskulturer (till exempel sumerisk-babyloniska, egyptiska och fornmexikanska, polynesiska)
- krigiskt betonade, nomad- eller stäppkulturer (Hirtenkriegerkulturen), som av ålder hört hemma i de syrisk-arabiska öknarna och i gränstrakterna mellan Asien och Europa, men som även av hamitiska folk spritts över hela Nord- och Ostafrika.[2]